# Verwaltungsgebäude Leuchtturmweg 3

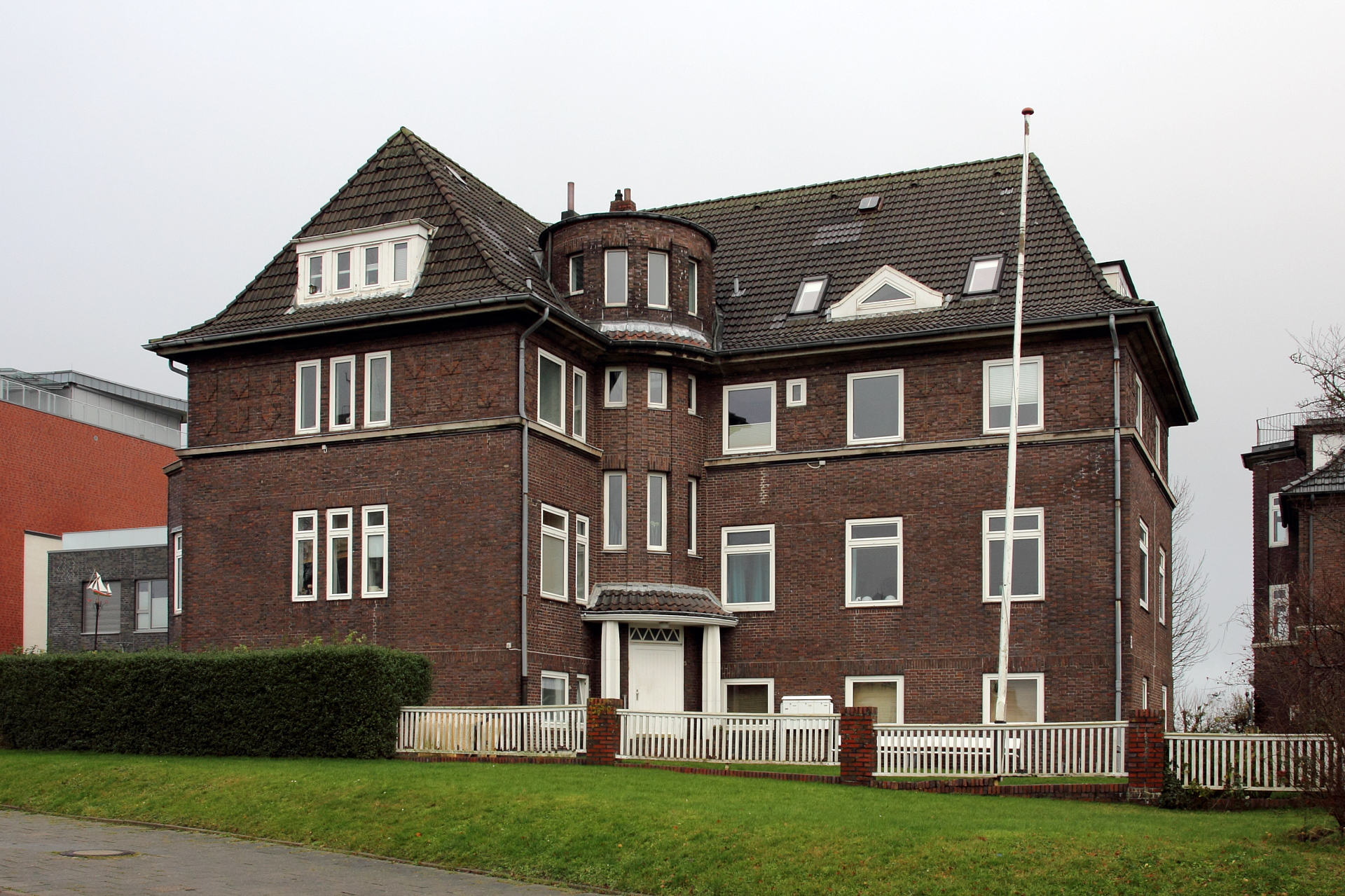
Südfassade (2019)

Das Verwaltungsgebäude Leuchtturmweg 3 (Bugsierhaus) in der niedersächsischen Kreisstadt Cuxhaven im Landkreis Cuxhaven wurde 1923 errichtet. Aktuell (2024) wird es durch die See-Berufsgenossenschaft genutzt.
Das Gebäude steht unter Denkmalschutz (siehe auch Liste der Baudenkmale in Cuxhaven).

## Geschichte und Beschreibung
Der Leuchtturmweg von 1877 erhielt seinen Namen 1928.
Das dreigeschossige traufständige verklinkerte L-förmige Gebäude nördlich des Hafens, mit ziegelgedecktem Walmdach, wurde 1923 nach Plänen des Hamburger Architekten Otto Hoyer als Reedereigebäude der Bugsier AG (frühere Hamburger Bugsier-Reederei und Bergungsgesellschaft) erbaut. Im Winkel zwischen den beiden Flügeln steht ein viergeschossiger, über die Traufe reichender Rundturm mit dem Eingang. Die Fassaden wurden gestaltet und gegliedert durch ein geschossteilendes Gesims.
Das Landesdenkmalamt befand u. a.: „… in zeit- und regionaltypischen Formen … .“
Daneben steht das Verwaltungsgebäude Leuchtturmweg 5 (früher Lotsenhaus), das vom gleichen Architekt entworfen wurde.